# Щит-Немирович, Кшиштоф (1726—1776)
Кшиштоф Немирович-Щит (Кшиштоф Щит-Немирович, Кшиштоф Щит) (1726—1776) — государственный и военный деятель Великого княжества Литовского, полковник французской армии, генерал-майор литовской армии, староста ясвонский, камергер короля Станислава Лещинского, последний представитель юховицкой линии рода Щитов-Немировичей.

## Биография
Представитель польского шляхетского рода Щитов-Немировичей герба «Ястржембец». Младший сын Юзефа Щита-Немировича (ум. 1745), каштеляна мстиславского, и Петронеллы Схоластки Володкович (1708—1779). Внук каштеляна смоленского Кшиштофа Бенедикта Немировича-Щита (ум. 1720).
В 1745 году после смерти своего отца, вероятно по инициативе будущего отчима Шимона Сыруца, Кшиштоф поступил в рыцарскую академию в Люневиле, где он был в кадетском корпусе в 1745—1746 годах.
После окончания учёбы Кшиштоф Щит находился в Лотарингии, где был одним из немногих поляков, постоянно связанных с двором изгнанного польского короля Станислава Лещинского. Станислав Лещинский назначил его своим камергером, а в 1749 году представил его в Компьене своему зятю, королю Франции Людовику XV. В 1750-х годах Кшиштоф Немирович-Щит был назначен полковником французской армии и капитаном королевского полка. Он был одним из важных фигур при лотарингском дворе. В связи со смертью польского короля Августа III в начале 1764 года он от имени Станислава Лещинского написал письмо с обращением к своему отчиму, каштеляну витебскому Шимону Сыруцу, прося его поддержать кандидатуру принца Карла Саксонского на польский престол.
Кшиштоф Немирович-Щит и Александр Дзюли были единственными поляками, которые присутствовали в Люневиле в момент смерти короля Станислава Лещинского. Кшиштоф Щит был упомянут в завещании Станислава Лещинского. Во время похорон последнего 4 марта 1766 года он был одним из четырех офицеров, несущих гроб с телом короля в церковь Нотр-Дам-де-Бон-Секур в Нанси.
Осенью 1769 года Кшиштоф Щит-Немирович вернулся из Франции на родину. Он владел рядом имений в Полоцком воеводстве и Жемайтском старостве (включая Бяле, Юховичи, Ореховно, Прозороки, Шо, Соколище, Дотнува). Его долгое отсутствие вызвало ряд пограничных споров с соседями.
В 1770 году на частной аудиенции у короля Станислава Августа Понятовского Кшиштоф Щит-Немирович получил во владение богатое староство ясвонское в Жемайтии, которое ему уступили его мать и отчим. В 1772 году после объявления в Полоцке о Первом разделе Речи Посполитой Кшиштоф Щит принял решение не приносить присягу на верность российской императрице Екатерине II. Он передал фамильную резиденцию в Юховичах своему племяннику Юзефу Храповицкому (ум. 1812), а сам уехал во владения Речи Посполитой.
В 1773 году польский король Станислав Август Понятовский пожаловал Кшиштофу Немировичу-Щиту чин генерал-майора литовских войск.
Он скончался в 1776 году и был похоронен в костёле бернардинцев в принадлежавшем ему Дотнуве.
Кшиштоф Немирович-Щит не был женат и был последним представителем юховицкой ветви семьи Щитов-Немировичей.